# Ferrari FF
Ferrari FF är en Gran turismo, introducerad av den italienska biltillverkaren Ferrari 2011. Den uppdaterade Ferrari GTC4Lusso avlöste våren 2016 och tillverkades fram till 2020.

## Ferrari FF
Bilen introducerades på Internationella bilsalongen i Genève i mars 2011. Namnet ”FF” står för ”Ferrari Four” och syftar på att bilen har fyrhjulsdrift och fyra sittplatser. Bilen har även halvkombilucka och fällbart baksäte vilket gör den till den rymligaste Ferrarin hittills. Motorn på 6,3 liter är Ferraris största produktionsmotor. Den sjuväxlade växellådan har dubbelkoppling, som på California och Italia.

## Ferrari GTC4Lusso

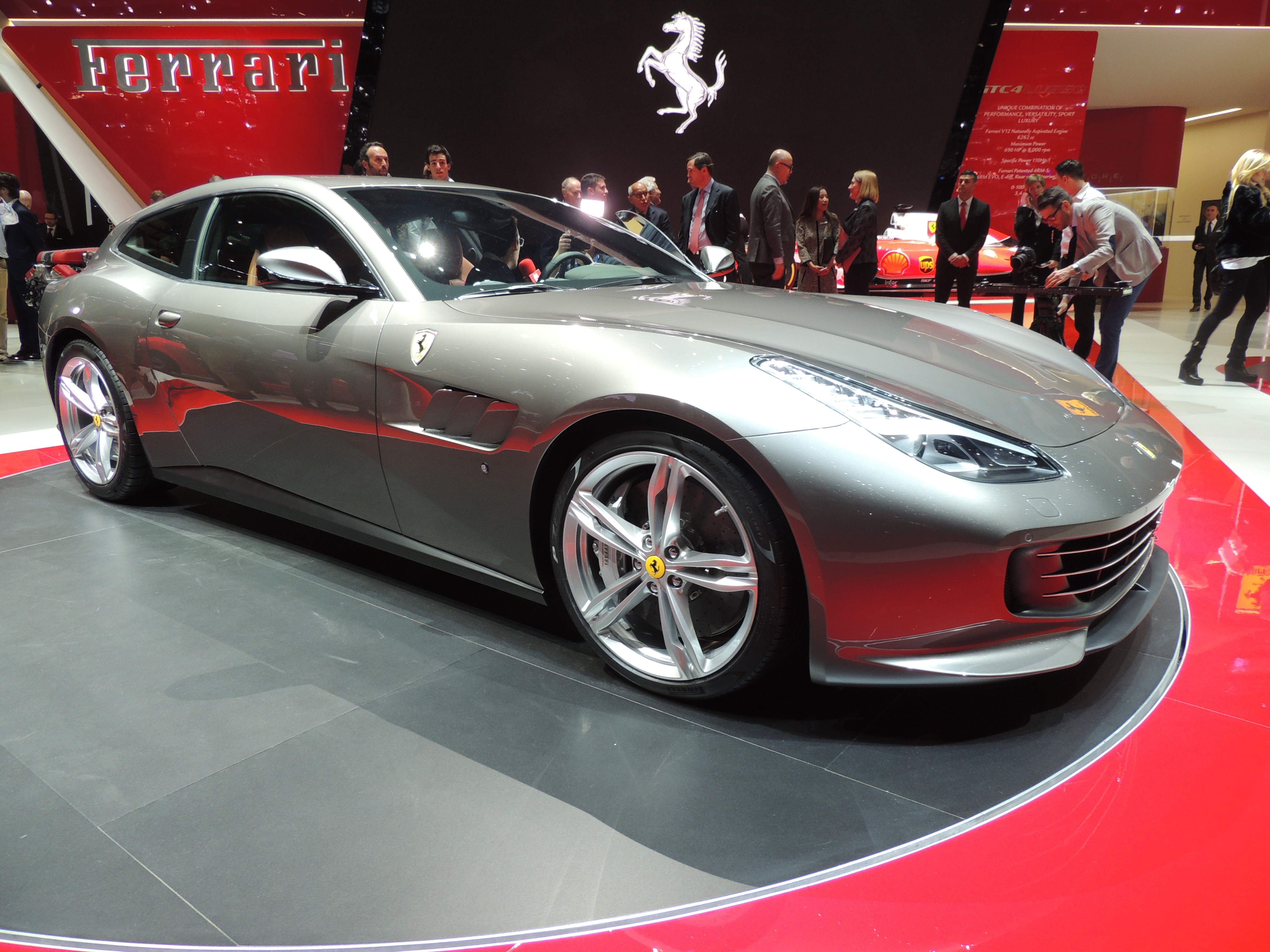
Ferrari GTC4Lusso på Genèvesalongen 2016.

På Genèvesalongen i mars 2016 introduceras den uppdaterade Ferrari GTC4Lusso med modifierad kaross, högre motoreffekt och bakhjulsstyrning.

## Motor
| Modell      | Motor               | Cylindervolym | Effekt                 | Vridmoment             | Bränslesystem            |
| ----------- | ------------------- | ------------- | ---------------------- | ---------------------- | ------------------------ |
| FF          | 12-cyl V-motor DOHC | 6262 cm³      | 660 hk vid 8 000 v/min | 683 Nm vid 6 000 v/min | Direktinsprutning        |
| GTC4Lusso   | 12-cyl V-motor DOHC | 6262 cm³      | 690 hk vid 8 000 v/min | 697 Nm vid 5 750 v/min | Direktinsprutning        |
| GTC4Lusso T | 8-cyl V-motor DOHC  | 3855 cm³      | 610 hk vid 7 500 v/min | 760 Nm vid 3 000 v/min | Direktinsprutning, turbo |

## Fyrhjulsdrivning
Bilen har ett mycket ovanligt system för att driva alla fyra hjulen. På grund av att motorn är så stor och lågt placerad fanns inte plats att montera en drivaxel till den främre differentialen. I stället har man en extra växellåda som är monterad i motorns framände. Denna har bara 2 växlar + backväxel och en Haldex-liknande koppling som ger kraft till framhjulen vid behov och beroende på vilket körläge som är valt. Eftersom utväxlingen skiljer sig från den växellåda som driver bakaxeln slirar kopplingen för att ta upp skillnaden. Som mest kan 20 % av kraften överföras till framhjulen och bara upp till fyrans växel. Om växel 5-7 används är drivningen till framhjulen bortkopplad.
En fördel med det här systemet är att det har lägre vikt, eftersom den extra växellådan är väldigt enkel och lätt. Nackdelen är naturligtvis att det är dyrare, mindre effektivt och att man inte har tillgång till fyrhjulsdrivningen i alla situationer. 